# Paul Bertnay
Paul Bertnay, de son vrai nom François Xavier Louis Paul Breynat, né le 5 janvier 1846 à Grenoble (Isère) et mort le 27 mai 1928 à Nice (Alpes-Maritimes), est un journaliste, librettiste et romancier français.

## Biographie
Paul Bertnay fait ses études à l'université de Grenoble et obtient une licence en droit en 1867. Il est engagé volontaire  pendant la guerre de 1870 comme adjudant dans la 1re batterie d'artillerie mobile de l'Isère. À partir de 1877, il collabore comme journaliste d'opinion au Courrier de Lyon, au Petit Lyonnais et à L'Écho du Rhône  desquels il sera successivement  le directeur.
Puis en 1896, il se consacre plus exclusivement à l'écriture de romans-feuilletons, en grande partie publiés dans le quotidien Le Petit Parisien ou le magazine hebdomadaire L'Illustration.
C'est à cette période que son ami Eugène Brieux lui fait connaître Anthéor, un petit coin de paradis près de Saint-Raphaël où Paul Bertnay s'installe dorénavant à la Villa « Paulotte » avec sa femme pour y écrire et passer l'hiver. D'autres de ses amis comme les artistes peintres  Paul Gervais et Antoine Lumière s'y installeront à leur tour.
Bertnay est l'anagramme de son nom de famille Breynat.

## Distinctions
- Chevalier de la Légion d'honneur par décret du 1er août 1910[3].

## Œuvres

### Romans

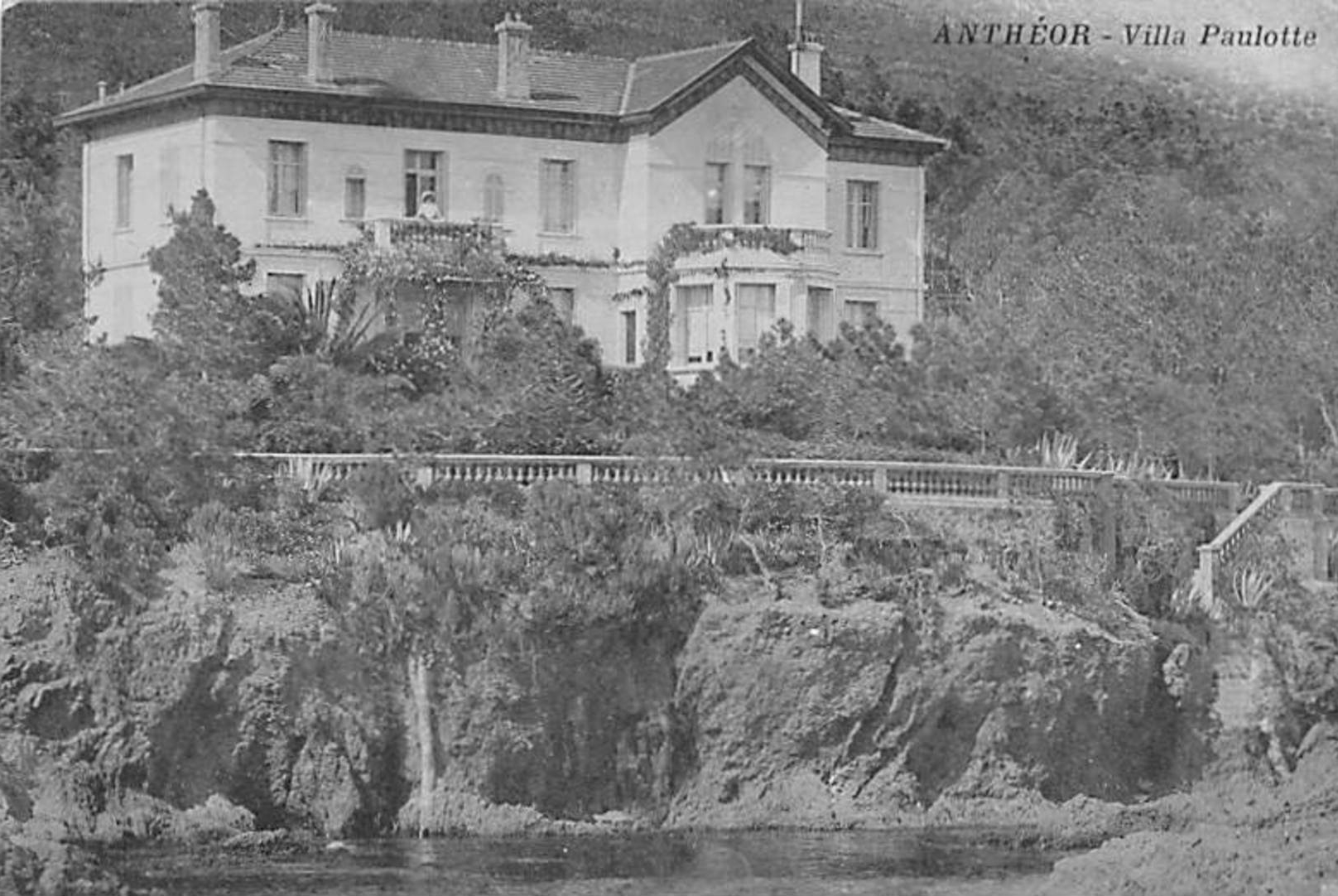
La villa « Paulotte » où Paul Bertnay a écrit nombre de ses ouvrages (carte postale avant 1910)

- Orphelins d'Alsace, Le Petit Parisien, 1896.
- Mensonge d'Amour, Le Petit Parisien sous le titre Sacrifice d'Amour, 1897.
- Celle qu'on aime, Le Petit Parisien plusieurs fois reproduit sous le titre Paulot Paulotte, 1898.
- Mariage secret, Le Petit Parisien, 1899.
- Musique de chambre, Paris : Fayard , 1899. (L'Illustration, 1900).
- Par l'Amour, Paris : M. Vermot , 1912. (L'Illustration, 1900).
- Miss tempête, Le Petit Parisien, 1901.
- Le Péché de Marthe, Paris, A. Fayard , (s. d.) 2 vol. (Le Petit Parisien, 1902).
- Reine Laugier, Revue Madame, 1902. (Reproduit sous le titre les Amoureux de Cendrillon).
- La Naufragée, Le Petit Parisien, 1903.
- La Buissonnière, Paris, 13, rue St. Georges , [s.d.]. (L'Illustration, 1903).
- Le Louveteau, Paris, A. Fayard , (s. d.). 2 vol. (Le Petit Parisien, 1905).
- Jusqu'aux étoiles, Paris : Vermot , [s.d.]. (L'Illustration, 1905).
- Le Crime de la rue Childebert, Dépêche de Lyon, 1905.
- Le Passeur de la Moselle, Le Petit Parisien, 1906.
- L'Espionne du Bourget, Paris, A. Fayard , 1909. (Lectures Romanesques, 1907).
- Le Mort qui parle, Le Petit Parisien, 1908.
- Trahison, Le Petit Journal, 1908.
- Enfant de l'amour, Paris, A. Fayard , 1910. Réédition Fayard 1954.

### Théâtre
- L'Impasse, Lyon : impr. de Veronnet et Clerc, 1879 (Lyon, théâtre des Célestins, le 13 février 1880).

### Livrets
- Valse éperdue, pour chant avec accompagnement de piano. Musique de Pierre Carolus Duran, 1912.
- Nuit d'Orient, chœur pour voix d'hommes sans accompagnement, imposé au concours d'honneur (division d'excellence) du grand concours musical international de Lyon (12, 13 et 14 août 1894) musique de Alexandre Luigini, partition, op. 44, 1894.
- Les traîneaux Op. 40, musique d'Alexandre Luigini, 1891.
- Sérénade d'avril Op. 38, de Alexandre Luigini, 1890.
- Gloria victis ! cantate patriotique pour choeur (4 voix d'hommes) harmonie, tambours et trompettes mi ♭. musique de A. Luigini, op. 33, 1887.
- L'honneur au drapeau ! Op. 20, musique d'Alexandre Luigini, 1883.
- Danses de Ginska, Musique de Pierre Carolus-Duran.Livret de Paul Bertnay et Henry Dupuy-Mazuel, ballet Dramatique en Deux Actes (d'après une légende de la Petite Russie.). Piano répétiteur.